# Informatikatörténeti Adattár
A magyar Informatikatörténet Adattára (iTA) a Neumann János Számítógép-tudományi Társaság (NJSZT) keretében működő Informatikatörténeti Fórum (iTF) által 2011-ben kezdeményezett és létrehozott, azóta folyamatosan bővülő adat- és dokumentumgyűjtemény.

## Az Adattár célja és tartalma
A magyar Informatikatörténeti Adattárat az Informatikatörténeti Fórum hozta létre; karbantartja és folyamatosan bővíti. Fenntartója az NJSZT. Létrehozásának és fenntartásának alapvető célja dokumentálni és bemutatni az informatika magyarországi kialakulásának, fejlődésének, elterjedésének és eredményeinek történetét – a kezdetektől egyelőre az 1990-es évekig.
A folyamatosan gyűjtött és bővülő anyag a magyar informatikatörténet fontos személyiségeire, intézményeire, termékeire és rendezvényeire vonatkozó szöveges dokumentumokat és videókat, valamint egyéb írásos emlékeket tartalmaz – beleértve a munkatársak által készített hang- és videó felvételeket.
Az utóbbiak egyrészt a hazai informatikai élet számos magyar és nemzetközi konferenciájáról, illetve az iTF rendezvényeiről adnak ismertetőt, másrészt tartalmazzák a jelentősebb személyekkel készült interjúkat. A múlt jelentősebb személyiségeinek szakmai élettörténetét, visszaemlékezéseit tartalmazó videók megőrzése megalapoz egyfajta tematikus un. „élő történelem-gyűjtemény”-t („oral history”-t). (A meghatározó személyek életrajzain kívül írásaik, egyéb alkotásaik is utánakereshetők a gyűjteményben.) Ezeken kívül az adattárban megtalálható még számos kordokumentum és kézikönyv (vagy azok lelőhelyének megjelölése) is.

## Az adattár felépítése
Az adattár 6 rovatból és alrovatokból áll:
1. Személyek
  1. Ki kicsoda (élő személyek)
  2. Akik már… (elhunyt személyek)
  3. Videó portrék
2. Intézmények
  1. Vállalatok
  2. Hivatalok
  3. Társadalmi szervezetek
  4. Oktatási intézmények
3. Termékek
  1. Hardver
  2. Szoftver
  3. Komplex rendszerek
4. Rendezvények
5. Írások
6. Videótár

## Az Adattár tartalmának részletezése
Az Adattár minden egyes, az előbbi csoportok valamelyikébe tartozó tételéről részletes adatlapot tartalmaz, és az adatlapon további források, linkek is találhatók az adott tételre vonatkozóan. Az Adattár tételeinek száma 2020-ban meghaladta a 4000-et.
A Személyek rovatban a hazai informatika történetében említésre méltó teljesítményt nyújtó szakemberekre, a szakma úttörőire, az informatika kutatásában, fejlesztésében, alkalmazásában, oktatásában és elterjesztésében résztvevőkre vonatkozó információk szerepelnek. Közülük jó néhányan beírták nevüket a természet-, a műszaki vagy egyéb tudományok történetébe is. Sokan vannak, akik már csak a barátok, ismerősök, munkatársak emlékezetében élnek; az ITF az ő emlékük megőrzését is fontos kötelességének tekinti.
A
- „Ki kicsoda” címszó alatt az élő, az
- ”Akik már nincsenek közöttünk” címszó alatt pedig a már eltávozott

szakemberek életútja olvasható. Az egyes személyeknél életrajzi adatok, írásaik vagy azokra hivatkozások és más kapcsolódó dokumentumok, illetve legtöbb esetben fényképeik is megtalálhatóak. A szerkesztőség önkéntesei – hacsak lehetett – külső segítőket is bevontak a gyűjtésbe. A „Ki kicsoda” alrovatban szereplők általában felkérésre adtak anyagot magukról.
A “Videó portrék” címszó alatt a szakma egyes kiemelkedő idősebb személyiségeiről az iTF által készített életút-interjúk láthatóak. (Az elkészült portréfilmek jó része nemcsak az iTF honlapon tekinthetők meg, hanem a Magyar Nemzeti Digitális Archívum és Filmintézet anyagai közé is bekerült.)
Az Intézmények rovat a hazai informatika történetében szerepet játszó egykori – köztük a még ma is, vagy jogutódjaikban létező – vállalatok és vállalkozások, állami-, központi és hatósági szervek, egyesületi és társadalmi szervezetek, valamint oktatási intézmények életéről és munkájáról kaphatunk áttekintést. Az adatlapokról elérhetők az adott intézményekkel kapcsolatos leírások és további érdekességek (történetek, képek, kapcsolódó dokumentumok) is.
A gyűjtemény nem lezárt, így további intézményekre vonatkozó adatok gyűjtése folyamatban van. Az intézmények adatlapjai a következő csoportosításban szerepelnek.
- A Vállalatok csoportba sorolt intézmények valamilyen informatikai terméket hivatásszerűen állítottak, üzemeltettek vagy informatikai szolgáltatást nyújtottak. Ide tartoznak a kutató- és fejlesztőintézetek, és más – mai szóhasználattal - nonprofit intézmények is.
- A Hivatalok mindazon állam- és közigazgatási szervezetek, intézmények, amelyek az informatika fejlesztését és kutatását, illetve elterjedését elsőkként segítették elő.
- A Társadalmi szervezetek között olyan állami, társadalmi és civil szervezetek találhatók, amelyek kiemelten támogatták, szolgálták és szervezték az informatika fejlesztését, kutatását és elterjedését.
- Az Oktatási intézmények élen jártak a számítástechnika (később informatika) oktatásában, illetve ilyen témákban jelentősebb kutatási projekteket valósítottak meg.

A Termékek rovat tartalmazza az 1990-ig terjedő időszakban Magyarországon készült vagy hazai szellemi hozzájárulással létrehozott, illetve külföldről behozott azon
- hardver,
- szoftver és
- komplex rendszer

termékek felsorolását és ismertetését, amelyeknek a hazai informatikai kultúra kialakulásában jelentős szerepük volt. Az egyes termékekről gyűjtött adatokat egyedi termék-adatlapok tartalmazzák. Az adatlapokról elérhetők még a kapcsolódó előadások videó-felvételei, esetenként a kiállítóhely, ahol a termék megtekinthető.
A Rendezvények rovatba elsősorban a nemzetközi, országos jelentőségű vagy szakmatörténeti szempontból kiemelkedő hazai informatikai rendezvényekkel kapcsolatos adatokat gyűjtik, de igény esetén helyt adnak kisebb jelentőségű, helyi rendezvényeknek is.
Az Írások a rovat az informatika történetével foglalkozó magyar vonatkozású vagy a hazai informatika-történettel kapcsolatos eddig összegyűjtött írásos anyagokat tartalmazza az alábbi témák szerint csoportosítva.
- Általános informatika történet: az informatika nemzetközi történetére vonatkozó írások.
- Magyar informatika történet: a hazai informatika történetét bemutató írások, beleértve a magyar szakembereknek a világ informatikájában betöltött szerepének bemutatását is.
- Szakterületek (pl. oktatás, iparágak, államigazgatás stb.) informatikai történetére vonatkozó írások.
- Hazai intézmények informatikai történetét leíró anyagok.
- Termékek (hardver és szoftver eszközök, komplett alkalmazási rendszerek) történetét, valamint a fejlesztésükre, az ismertetésükre vagy a használatukra vonatkozó, esetleg más érdekességeket tartalmazó írások.
- Személyekre vonatkozó írások (életrajzok, munkásságok ismertetése, méltatások stb.).

Az iTF-nek nem célja, hogy egy adott területről teljes irodalomjegyzéket adjon: a szakmai publikációk, illetve egyéb anyagok csak akkor kaphatnak helyet a rovatban, ha közvetlen informatikatörténeti vonatkozásuk van. (Az Adattárban megjelennek bizonyos – Segédanyagoknak nevezett – írások is, amelyek lehetőséget adnak, hogy az Adattár egyéb bejegyzéseiben található egyes hivatkozásokat az érdeklődők itt megtalálják.)
A Videótár rovatban az Adattár által nyilvántartott videók találhatók - listaszerűen, áttekinthető rendezésben. Legnagyobb számban az iTF által szervezett és lebonyolított események előadásainak videó felvételei tekinthetők meg itt. Itt találhatók az „Arcképek a magyar informatika történetéből” című videó portré sorozat videói is, amelyeken jelentős teljesítményt nyújtó szakemberekkel készült riportok láthatók. Ugyancsak megtalálhatók itt az „A jövő múltja” című szegedi Informatikai Történeti Kiállítás (ITK) egyes tárgyait ismertető videók. Előbbiek mellett az iTF gyűjtőkörébe tartozik még egy sor különböző, az informatika történetét bemutató videó is. Ezeknek a listája az Egyedi videók elnevezésű alrovatban található meg.

## Az Adattár működése, használata
Az adattár az adatokhoz és információkhoz (beleértve a videókat is) történő nyilvános hozzáférést szolgálja.
Az Adattárban tárolt dokumentumok között széleskörűen, többféle módon lehet keresni; s van lehetőség az olvasóktól érkező megjegyzések, kiegészítések fogadására is.
Az Adattár - és általa a múlt és az emlékek ismerete - értékes információkkal szolgálhat mind a jelen, mind a jövő szakemberei számára, de hasznos lehet az érdeklődő olvasóknak és a jövőre készülő, ám a múlt tapasztalataira kíváncsi diákoknak, tanároknak is.